# Mackford
Mackford – miasto w Stanach Zjednoczonych, w stanie Wisconsin, w hrabstwie Green Lake.